# Thomas-Laszlo Breytenbach
Thomas-Laszlo Breytenbach (30 de abril de 2002) es un deportista sudafricano que compite en judo. Ganó una medalla de plata en el Campeonato Africano de Judo de 2022, en la categoría de –90 kg.

## Palmarés internacional
| Campeonato Africano | Campeonato Africano | Campeonato Africano | Campeonato Africano |
| Año                 | Lugar               | Medalla             | Categoría           |
| ------------------- | ------------------- | ------------------- | ------------------- |
| 2022                | Orán (Argelia)      | Medalla de plata    | –90 kg              |